# Passaporto croato
Il passaporto croato (in croato: hrvatska putovnica) è rilasciato dalla Repubblica croata ai cittadini croati per permettere i viaggi internazionali. Il passaporto ha lo scopo di fungere da prova del possesso della cittadinanza croata.
La competenza per l'emissione del documento è del Ministro dell'Interno, mentre per i cittadini all'estero si occupano delle questioni legate al passaporto le ambasciate ed i consolati. I passaporti croati sono validi per 5 o 10 anni e non sono rinnovabili. Si può inoltrare la richiesta di un nuovo passaporto solo quando il precedente è scaduto.

## Storia
I primi passaporti croati furono rilasciati a partire dal 26 giugno 1991, dopo che la Croazia dichiarò la sua indipendenza dalla Jugoslavia, ed i vecchi passaporti jugoslavi rimasero validi fino al 25 giugno 1992.

## Tipi di passaporto
- Passaporto regolare: di colore blu, è valido per 5 o 10 anni.
- Passaporto collettivo: per gruppi di almeno 50 viaggiatori, sono rilasciati per uno specifico viaggio ed una specifica nazione e sono validi per almeno un anno. I viaggiatori devono anche portare con sé una carta d'identità come prova della cittadinanza croata.
- Passaporti diplomatici ed ufficiali: per diplomatici croati, i loro consorti ed i loro figli. È valido per 5 anni.
- Passaporto temporaneo: per cittadini che lavorano in uno stato estero e ne hanno bisogno per tornare in Croazia. È valido per 30 giorni dalla data di rilascio.

## Caratteristiche
I passaporti croati sono blu scuro, con lo stemma croato nel centro della copertina frontale. Le parole croate REPUBLIKA HRVATSKA, inglesi REPUBLIC OF CROATIA e francesi RÉPUBLIQUE DE CROATIE (in it. “Repubblica di Croazia”) sono scritte sopra lo stemma e la parola croata PUTOVNICA, inglese PASSPORT e francese PASSEPORT (in it. “passaporto”) sotto. Il passaporto contiene 32 pagine.
Nuove caratteristiche di sicurezza simili a quelle delle banconote sono state aggiunte con frequenza crescente da gennaio 2000. Sono state implementate, in particolare nella pagina della foto, microstampe, immagini olografiche, immagini visibili solo coi raggi UV, filigrana ed altri particolari. Inoltre la foto è stampata digitalmente direttamente sulla carta con inchiostro normale e reattivo agli UV; prima, negli anni '90, la foto era laminata nel documento. I passaporti sono leggibili anche con un lettore ottico.
Dal 2015 (3ª generazione dei passaporti, passaporti biometrici), la copertina frontale contiene le parole EUROPSKA UNIJA (in it. "Unione europea"), REPUBLIKA HRVATSKA (in it. "Repubblica di Croazia) e 
(sotto lo stemma) PUTOVNICA (in it. "passaporto") scritte solamente in croato.

### Pagine di dati
Dal 2009, ogni passaporto biometrico ha una pagina di dati e una pagina di residenza. Una pagina di dati ha una zona visiva e una zona a lettura ottica. La zona visiva ha una fotografia digitalizzata del titolare del passaporto, dati sul passaporto e dati sul titolare del passaporto:
- Fotografia (Larghezza: 35mm, Altezza: 45mm; Altezza testa (fino alla sommità dei capelli): 34.5mm; Distanza dalla parte superiore della foto alla parte superiore dei capelli: 3mm)
- Tipo di documento, che è "P" per "passaporto".
- Codice del paese di rilascio, che è "HRV" per "Croazia".
- Numero del passaporto
- Cognome
- Nomi
- Nazionalità, che è "Hrvatsko" ("croato")
- Data di nascita
- Sesso
- Luogo di nascita
- Data di rilascio
- Data di scadenza
- Autorità emittente
- Firma

### Lingue
La pagina delle informazioni è redatta in croato, inglese e francese.

## Viaggi internazionali con la carta d'identità

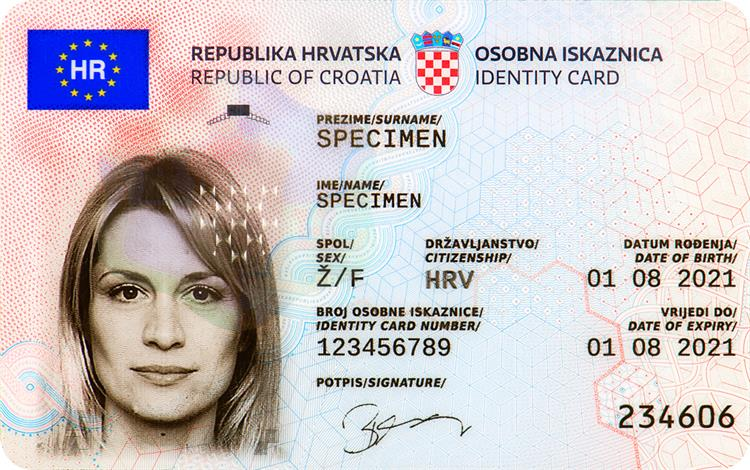
Versione attuale della carta d'identità croata

La Croazia ha finito di negoziare la sua adesione allo Spazio economico europeo nel novembre 2013. Da allora, la carta d'identità croata è un documento di viaggio valido in tutta Europa (eccetto Bielorussia, Russia e Ucraina), nonché nei territori francesi d'oltremare e in Georgia. I visitatori croati nel Regno Unito possono utilizzare la loro carta d'identità fino al 1º ottobre 2021.
La validità in questi paesi (eccetto Albania, Bosnia ed Erzegovina, Georgia, Macedonia del Nord, Moldavia, Montenegro, Cipro del Nord e Serbia) si basa sull'appartenenza all'Unione europea e sull'attuazione dell'"Accordo europeo sulle norme che disciplinano la circolazione delle persone tra gli Stati membri del Consiglio d'Europa".

## Viaggio senza visto

### Europa
- Albania
- Andorra
- Austria
- Belgio
- Bosnia ed Erzegovina[ci 1]
- Bulgaria
- Cipro
- Rep. Ceca
- Danimarca
- Estonia
- Finlandia

- Francia[2]
- Germania
- Gibilterra
- Grecia
- Ungheria[ci 1]
- Irlanda
- Islanda
- Italia[ci 1]
- Lettonia
- Liechtenstein
- Lituania

- Lussemburgo
- Macedonia del Nord
- Malta
- Monaco
- Montenegro[ci 1]
- Paesi Bassi
- Norvegia
- Polonia
- Portogallo
- Romania

- Serbia
- Slovenia[ci 1]
- Slovacchia
- San Marino[ci 1]
- Spagna
- Svezia
- Svizzera
- Regno Unito[3]
- Città del Vaticano[ci 1]

1. 1 2 3 4 5 6 7  Per entrare è sufficiente anche solo una carta d'identità valida

### America
- Argentina
- Brasile
- Bolivia
- Barbados
- Canada
- Colombia
- Costa Rica

- Cile
- Dominica
- Rep. Dominicana
- Ecuador
- Guatemala

- Messico
- Honduras
- Nicaragua
- El Salvador
- Saint Vincent e Grenadine
- Paraguay

- Perù
- Stati Uniti
- Trinidad e Tobago[4]
- Uruguay
- Venezuela

### Asia, Africa ed Oceania
- Hong Kong (14 giorni)
- Israele
- Giappone
- Corea del Sud

- Kirghizistan
- Libano
- Macao (90 giorni)
- Maldive

- Malaysia
- Marocco
- Micronesia

- Seychelles
- Singapore
- Tunisia
- Turchia
- Thailandia